# Открытый чемпионат Шэньчжэня по теннису среди мужчин
Открытый чемпионат Шэньчжэня по теннису среди мужчин (англ. Shenzhen Open) — мужской международный профессиональный теннисный турнир, проходящий в Шэньчжэне (Китай) на открытых хардовых кортах осенью. Турнир относится к категории ATP 250 с призовым фондом в размере около 800 тысяч долларов и турнирной сеткой, рассчитанной на 28 участников в одиночном разряде и 16 пар.

## Общая информация
Турнир появился в календаре Мирового тура ATP в 2014 году и в календаре стал предварять более крупные теннисные соревнования в Китае: в Пекине и Шанхае.
Победители и финалисты
Первый розыгрыш завершился победой британского теннисиста Энди Маррея в одиночном и Жан-Жюльена Ройера / Хории Текэу в парном разряде. Первым теннисистом, который сумел выиграть турнир дважды стал чех Томаш Бердых, победивший в розыгрышах 2015 и 2016 года.

## Финалы турниров
| Год  | Победитель       | Финалист              | Счёт              |
| ---- | ---------------- | --------------------- | ----------------- |
| 2018 | Ёсихито Нисиока  | Пьер-Юг Эрбер         | 7-5 2-6 6-4       |
| 2017 | Давид Гоффен     | Александр Долгополов  | 6-4 6-7(5) 6-3    |
| 2016 | Томаш Бердых (2) | Ришар Гаске           | 7-6(5) 6-7(2) 6-3 |
| 2015 | Томаш Бердых     | Гильермо Гарсия-Лопес | 6-3 7-6(7)        |
| 2014 | Энди Маррей      | Томми Робредо         | 5-7 7-6(9) 6-1    |

| Год  | Победители                     | Финалисты                   | Счёт              |
| ---- | ------------------------------ | --------------------------- | ----------------- |
| 2018 | Бен Маклахлан Джо Солсбери     | Роберт Линдстедт Раджив Рам | 7-6(5) 7-6(4)     |
| 2017 | Александр Пейя Раджив Рам      | Никола Мектич Николас Монро | 6-3 6-2           |
| 2016 | Роберт Линдстедт Фабио Фоньини | Оливер Марах Фабрис Мартен  | 7-6(4) 6-3        |
| 2015 | Колин Флеминг Йонатан Эрлих    | Крис Гуччоне Андре Са       | 6-1 6-7(3) [10-6] |
| 2014 | Жан-Жюльен Ройер Хория Текэу   | Сэмюэль Грот Крис Гуччоне   | 6-4 7-6(4)        |